# ۱۲۴۱ (میلادی)
۱۲۴۱ (میلادی) هزار و دویست و چهل و یکمین سال تقویم میلادی است.

## زادگان
- ۴ سپتامبر - الکساندر سوم، پادشاه اسکاتلند

## درگذشتگان
- ۲۳ سپتامبر – اسنوری استورلوسون، نویسنده و شاعر آیسلندی (ز. ۱۱۷۸)